# سیارک ۱۵۴۰۳
سیارک ۱۵۴۰۳ (به انگلیسی: 15403 Merignac، نامگذاری:1997VH6) پانزده هزار و چهارصد و سومین سیارک کشف شده‌است که در ۹ نوامبر ۱۹۹۷ کشف شد.
قدر مطلق سیارک برابر ۱۴٫۵۰ است.